# 죽음 전의 키스 (1956년 영화)
《죽음 전의 키스》(A Kiss Before Dying)는 미국에서 제작된 제드 오스왈드 감독의 1956년 범죄, 미스터리  누아르 영화이다. 이 영화는 제드 오스왈드 감독의 데뷔 작품이다. 1954년 최고의 최초의 소설 부문에서 에드거상을 받은 아이라 레빈의 동명의 1953년 소설 A Kiss Before Dying에 기반을 둔다. 로버트 와그너 등이 주연으로 출연하였다.

## 출연

### 주연
- 로버트 와그너
- 제프리 헌터
- 버지니아 레이스
- 조앤 우드워드
- 매리 애스터

### 조연
- 조지 매크리디
- 로버트 쿼리

## 기타
- 원작자: 이라 레빈